# 船木常平
船木 常平（ふなき つねひら）は、戦国時代の武士。安芸国三石城主。

## 略歴
安芸の国人・沼田小早川氏の小早川扶平の子として誕生。
永正5年（1508年）、父・扶平が亡くなり、沼田小早川氏の家督を継いだ長兄・興平がまだ幼少であったことを契機として、近隣の強大勢力である大内義興らはこの家督を懇意であった竹原小早川氏の小早川弘平に継がせようとしていたが、これに対し小早川氏の家臣団は大内氏からの支配を嫌って弘平を興平の後見人に迎えた上、永正10年（1513年）には、弘平に対して興平の弟である福鶴丸を養子として取らせて、義興や尼子経久などの介入を未然に防いだ。
当初は弘平の養嗣子として竹原小早川氏の後継者と看做されていたが、永正16年（1519年）、弘平に実子・興景が誕生したため、まもなく縁組を解消され実家に戻されたと思われる。
その後、新たに別家を起こして船木氏を称し、元服して諱も「常平」とする。この頃、中国地方では大内家と尼子家がその覇権を巡り激しく争っており、大内家と対立する細川家もこの地域への介入を強めていた。小早川総領家では扶平の後、興平が幼少ながら当主となっていた。扶平は細川家と親しかった事からその影響を受けた興平は当初、尼子方に付いた。しかしやがて大内方に寝返るが、その際、常平は尼子方に残ったとされる。そして袂を分かった主家と対立する事になり、尚も続いた大内と尼子の争いの中で総領家に居城・三石城を攻められ天文10年（1541年）正月晦日に自刃したと伝える。この頃には興平は既に死去し、総領家はその子・正平が当主となっていた。正平は大内方であったが尼子方に寝返ろうとしたものの大内義隆に事が露見し監視下に置かれていた中であった。
いずれにせよ、天文10年（1541年）に死去したのは間違いないようであり、遺された子らは大内義隆に預けられた。このうちの一人、平賀隆保は義隆の1字を受けて平賀氏を継ぎ、家臣として重用された。